# Calathea annae
Calathea annae är en strimbladsväxtart som beskrevs av H.A.Kenn. och Marcelo. Calathea annae ingår i släktet Calathea och familjen strimbladsväxter. Inga underarter finns listade.